# إدي موس
إدي موس (بالإنجليزية: Eddie Moss)‏ هو لاعب كرة قدم أمريكية أمريكي، ولد في 27 سبتمبر 1948 في دل في الولايات المتحدة.

## وصلات خارجية
- إدي موس على موقع مرجع كرة القدم المحترفة.كوم (الإنجليزية)